# Christoph Chorherr

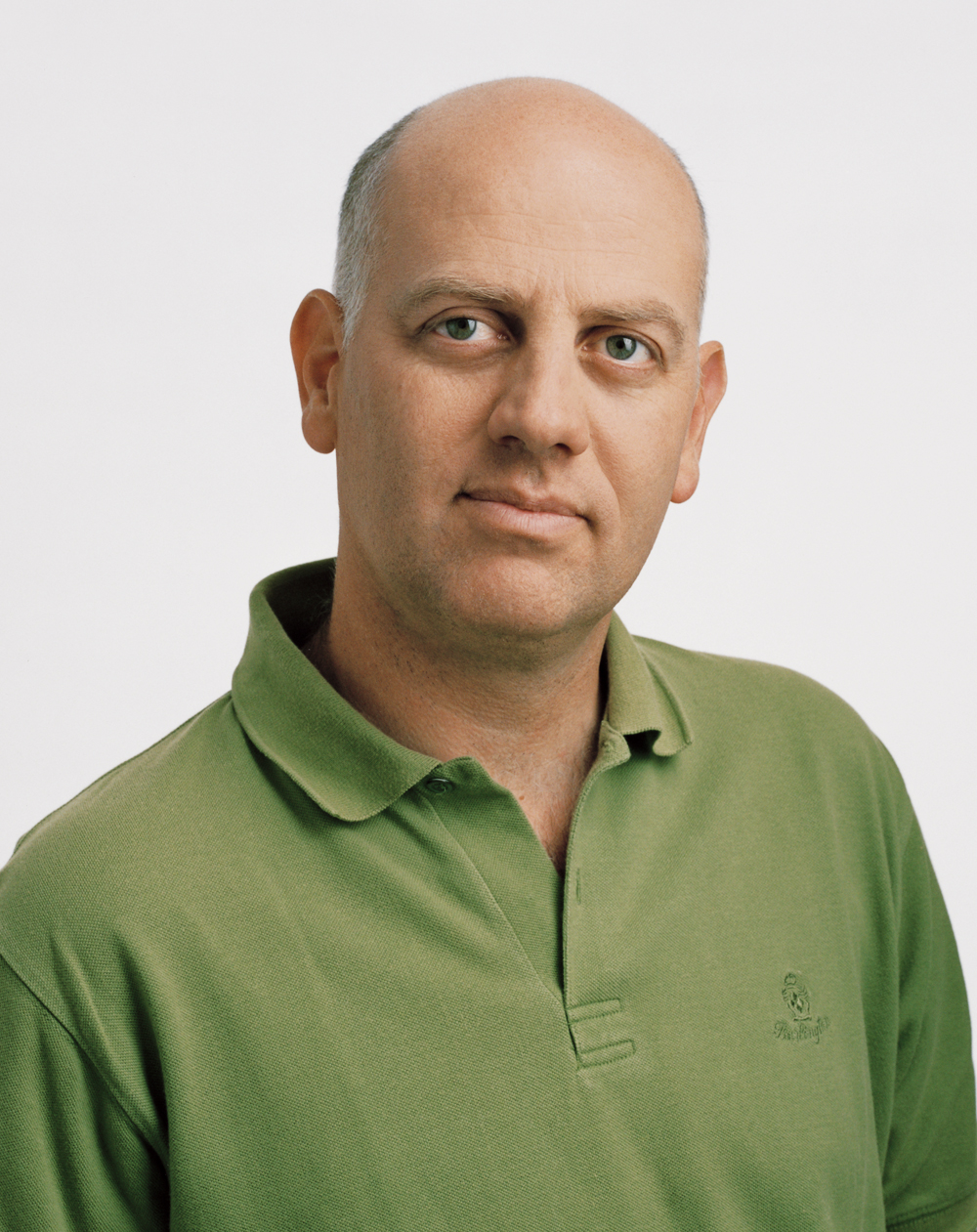
Christoph Chorherr (2006)

Christoph Chorherr (* 9. Dezember 1960 in Wien) ist ein ehemaliger österreichischer Politiker.
Von 1991 bis 1996 war Chorherr der erste nicht-amtsführende Stadtrat der Grünen in Wien. Von März 1996 bis Dezember 1997 war er Bundessprecher der Grünen und von 1997 bis 2004 Klubobmann der Wiener Grünen. Chorherr war von 1997 bis 27. Februar 2019 Gemeinderat und Landtagsabgeordneter in Wien. Im September 2019 trat er, nachdem das Bundesamt zur Korruptionsprävention und Korruptionsbekämpfung aufgrund einer anonymen Anzeige Ermittlungen gegen ihn aufgenommen hatte, aus der Partei aus.

## Leben
Chorherr studierte Volkswirtschaftslehre mit dem Schwerpunkt Umweltökonomie an der Wirtschaftsuniversität Wien, an der er seit 1987 auch lehrt. Er ist Gründer und war Vorstand des Vereins „S²arch - Social Sustainable Architecture“, der in Südafrika Entwicklungsprojekte betreibt. Im Jahr 2000 wirkte Chorherr an der Gründung des privaten Lernzentrums Walz in Wien mit, das seit 2002 als Schule mit Öffentlichkeitsrecht anerkannt ist.
2008 gründete er in Südafrika das Ithuba Skills College, eine Schule in einer Township südöstlich von Johannesburg.
Im Juni 2019 gab Chorherr eine Kooperation mit dem Immobilienunternehmer Erwin Soravia bekannt.
Ende 2019 eröffnete Chorherr gemeinsam mit Helmut Gragger eine Bio Holzofen-Bäckerei im Nordbahnviertel in Wien.
Sein Vater war der langjährige Chefredakteur der österreichischen Tageszeitung Die Presse, Thomas Chorherr, seine Mutter ist die Wirtschaftswissenschafterin, Publizistin und Bloggerin Christa Chorherr (* 23. April 1935). Seine Schwester wurde Kinderärztin.
Christoph Chorherr ist Leutnant der Miliz des österreichischen Bundesheeres.

## Politik
Von 1997 an war Chorherr Gemeinderat und Landtagsabgeordneter in Wien. Seit der Landtagswahl 2001, aus der die Sozialdemokraten mit absoluter Mehrheit hervorgingen, hat Chorherr mit diesen über 50 rot-grüne Projekte verhandelt und teilweise umgesetzt. Zu diesen zählen etwa ein Biomassekraftwerk und Passivhaussiedlungen.
Ab der Gemeinderatswahl 2010, nach der die Grünen mit der SPÖ die erste rot-grüne Landesregierung bildeten, war Chorherr stellvertretender Vorsitzender des Gemeinderatsausschusses für Wohnen, Wohnbau und Stadterneuerung sowie Mitglied im Gemeinderatsausschuss für Stadtentwicklung, Verkehr, Klimaschutz, Energieplanung und BürgerInnenbeteiligung. Außerdem war er Sprecher für Stadtplanung der Wiener Grünen.
Bei den Wiener Gemeinderatswahlen im Herbst 2005 erreichte Chorherr die größte Anzahl an Vorzugsstimmen aller Nicht-Spitzenkandidaten, was neben Diskussionsveranstaltungen auf die Popularität seines Blogs zurückzuführen ist und auch als Votum für den Realo-Flügel der Wiener Grünen gewertet wurde.
Am 27. Februar 2019 legte er sein Landtags- und Gemeinderatsmandat zurück, für ihn rückte Ursula Berner nach. Im September 2019 legte Chorherr wegen der Spenden-Vorwürfe seine Mitgliedschaft bei den Grünen zurück.

## Freispruch im Korruptionsprozess
Im Januar 2023 wurden Chorherr und neun Unternehmer von den Vorwürfen Amtsmissbrauch und Bestechlichkeit bzw. Bestimmung zum Amtsmissbrauch und Bestechung freigesprochen. Der Vorsitzende des Schöffensenats begründete die Freisprüche damit, dass kein „Missbrauch in irgendeiner Form“ festgestellt werden konnte. Chorherr habe seine Befugnisse nicht missbraucht. Es habe keine Hinweise auf kriminelle Handlungen gegeben, für die Unternehmen sei die Spendentätigkeit im Vordergrund gestanden. Das Gericht könne keinen Zusammenhang mit Amtsgeschäften erkennen. Die Staatsanwaltschaft kündigte an, gegen die Urteile Nichtigkeitsbeschwerde einzulegen, damit sind die Freisprüche nicht rechtskräftig.
Die WKStA hatte Chorherr vorgeworfen, in seiner Zeit als Planungssprecher der grünen Rathausfraktion in Wien Spenden der mitangeklagten Unternehmer an den von Chorherr gegründeten Verein s2arch, der in Südafrika zwei Schulen betreibt, mit Amtsgeschäften im Zuge von Widmungsverfahren der Stadt Wien verknüpft zu haben. Die mitangeklagten Unternehmer, wie die Signa Holding GmbH oder Investor Michael Tojner, waren Investoren des umstrittenen Hochhausprojekts „Heumarkt neu“. Sie waren entweder direkt am Wiener Immobilienmarkt tätig, oder sind zumindest durch die WKStA mit diesem in Verbindung gebracht worden.
Chorherr selbst hatte vor Anklageerhebung einen Antrag auf Diversion eingebracht sowie eigenes Fehlverhalten eingeräumt: Er hätte die Obmannschaft des Vereines s2arch mit Regierungseintritt seiner Partei zurücklegen sollen, da der Eindruck entstehen habe können, Spenden aus der Immobilienbranche könnten in Zusammenhang mit seiner politischen Tätigkeit stehen.

## Trivia
Christoph Chorherr fährt Hochrad.

## Publikationen
- Verändert! Über die Lust, Welt zu gestalten. Kremayr & Scheriau, Wien 2011. ISBN 978-3-218-00824-2.